# Degnepollvatnet
El lago Degnepollvatnet o Deknepollvatnet, conocido localmente como Polljavatnet, está situado enteramente en el municipio de Vågsøy, perteneciente a la provincia (fylke) de Vestland, en Noruega.
El lago está situado entre las poblaciones de  Degnepoll and Tennebø y a 2.5 km de la ciudad de Måløy.
En él se practica la pesca en verano y se practicaba el patinaje sobre hielo en invierno, pero en los últimos años el lago no se ha congelado en la temporada invernal. Anteriormente se aprovechaba como fuente de agua para consumo humano.